# Efrém antiochiai görög pátriárka
Szent Efrém (ógörögül: Εφραίμ), (? – 545. március 7.) antiochiai görög pátriárka 526-tól haláláig.
Efrém kezdetben hadvezérként működött Antiochiában. Sok jót tett a szegényekkel, irgalmas és együttérző volt a rászorulókkal, szelíd és barátságos igyekezett lenni mindenkivel. Amikor egy nagy földrengés és tűzvész szinte teljesen rombadöntötte a várost, I. Iusztinosz bizánci császár megbízásából Efrém irányította az újjáépítést. Munkája mindenkit megelégedéssel töltötte el, és a feljegyzések szerint a nép Isteni intésre a hadvezért pátriárkává választotta. Efrém az ortodox hit buzgó védelmezőkeént kormányozta az antiochiai egyházat közel 20 éves püspöksége alatt. Sok művet írt a khalkédóni zsinat (451) nyilatkozatainak védelmében, és állítólag csodákkal is megerősítette szavainak hitelességét. 545-ben hunyt el. Az ortodox egyház szentként tiszteli, és ünnepét június 8. napján üli meg.